# 杨延嗣
楊希，字延嗣，楊家將小說、戲曲及民間傳說中人物；并州太原（今山西太原）人，金刀老令公楊業的第七子，故稱“楊七郎”。七子最為年輕，少有力气與衝勁，敢作敢為，衝動魯莽與好玩的性格給家人帶來憂煩；擅使丈八蛇矛。因為沒有任何戰場經驗，所以在杨家军中作帐前校尉，楊家將中擔任後勤位置，同時也負責協防父親和長兄們。

## 生平
楊七郎，字延嗣，《金枪传》编写七郎的专属武器是虎頭烏金槍，死后封敏烈侯。在劉蘭芳評書《楊家將》中楊延嗣是八尺身高，黑臉環眼捎帶點暴躁情緒的少年英雄，使丈八蛇矛槍，勇猛過人。一日因路見不平前去打擂，力劈擂主潘豹（丞相潘仁美之子），不慎失手將其打死。潘仁美本就與老令公楊業格格不入、勢同水火，七郎打死其子，更令他痛恨楊家，於是上書宋帝，言“楊家依仗軍功，肆意行兇”，要求嚴懲楊家、將七郎斬首示眾。幸有鐵鞭王呼延贊力保，方才逃過一難，以發配為名隨父楊業駐守代州。

### 力殺四門
七郎延嗣因把潘豹錯手打死，被宋太宗貶黜京外，楊家都遷到雄州居住。宋太宗被困幽州，八賢王建議寫血書命楊家將來救援，讓呼延贊偷出南城去送書。楊業接到血書道知後，延嗣知道宋主向楊家求救，等於原諒自己。趁著上菜招待呼延贊之際，偷偷到幽州救援。來到城外，七郎挑死遼將梁興州，並遇到遼軍大將蕭天佑的挑釁，沖上前交鋒，數次閃避蕭天佑的攻擊，並反攻擦破了對方大腿，蕭天佑敗退。延嗣接著把城外的敵營都攻破，在西門城下請求城門。潘仁美知道後，反而想報失子之仇，打算把延嗣累死在城外。派潘虎以不吉利為由，拒絕開西門，要延嗣去北門才開給他。延嗣抱怨之際唯有去北門，途中把遼將蘇天龍擊退，饥饿得無法追擊。來到北門，潘虎又說父親在東門，沒有命令不能開門，要延嗣去東門。宋兵們想開給延嗣，但都不敢開，都叫延嗣小心遼兵。延嗣來到東門還沒有叫開門，遼將沙裡海、沙裡江上前打算殺延嗣，延嗣把怒氣一次發洩在這兩人身上，反手刺中沙裡江頭部，沙裡海嚇怕逃跑，但被延嗣一手捉起來，扔在地下摔死。來到東門看到潘仁美，但潘仁美故意拖延時間。韓昌來到正中潘仁美下懷，延嗣饑餓向潘仁美要食物，潘仁美故意說沒有食物而拒絕，眾將和眾門的守兵都恨潘仁美。延嗣頓時明白潘仁美公報私仇，被激得要把韓昌打敗後進去吃一頓飽；可惜延嗣剛想攻擊韓昌，饑餓的他丟了武器，差點下馬。韩昌大笑并向延嗣刺去时，辽兵营忽然被许多用枪的人突袭而混乱。六郎使枪飞在韩昌头上，把他的耳环刺烂，随后杨家的杨令公，大郎，二郎，三郎，四郎，五郎都赶来救延嗣。韩昌见势不妙，便撤退了。

### 陳家谷之戰
其父杨业在次日，率領着六郎延昭和七郎到狼牙村，其父與耶律奚數戰個回合。楊業追至斜谷口，豈料中了耶律奚埋伏。耶律奚守住斜谷口，箭雨矢石齊下，宋軍死者不計其數。六郎延昭和七郎二騎拼死衝進，在箭矢下不能進退，部將儘被遼兵所殺。六郎延昭发现大势已去，派延嗣冲出重围，找主帅潘仁美，搬救兵求援，六郎則自己殺進谷口。杨延嗣冲出重围，至雁门关见到主帅潘仁美搬兵求救，不料潘仁美对其怀恨在心，将他绑在阵前令军士乱箭将其射死。

## 碑墓
杨七郎墓位于杨忠武祠东面的东留属村，下为汉白玉墓基，上为黑石圆型墓冢，冢周3米。木即四面平台，汉白玉护栏，前立文武石人各一尊。石碑两通，一通为清乾隆二十年（1755年）敕立墓碑，属“宋赠武勇将军延兴杨公神墓”；一通为道光十三年（1833年）立艺文碑。

## 家庭

### 父親
- 楊業（金刀老令公）

### 母親
- 佘太君（老令婆）

### 兄
- 大郎延平;
- 二郎延定；
- 三郎延安；
- 四郎延輝；
- 五郎延德；
- 六郎延昭；

### 父义子
- 八郎延順

### 妹
- 八妹延琪
- 九妹延瑛

## 歷代扮演
- 《楊家將》中，由梁朝偉飾演
- 《五郎八卦棍》中，由張展鵬飾演
- 《楊門虎將》中，由嚴崑飾演
- 《少年楊家將》中，由彭于晏飾演
- 《忠烈楊家將》中，由付辛博飾演